# Мау (движение)
Мау — ненасильственное национально-освободительное движение на островах Самоа, направленное против колониальных властей Германии, а затем Новой Зеландии.
Поводом к развертыванию движения Мау послужил спор между самоанским советом вождей и германским губернатором В. Г. Зольфом по поводу создания на острове предприятий по производству копры.

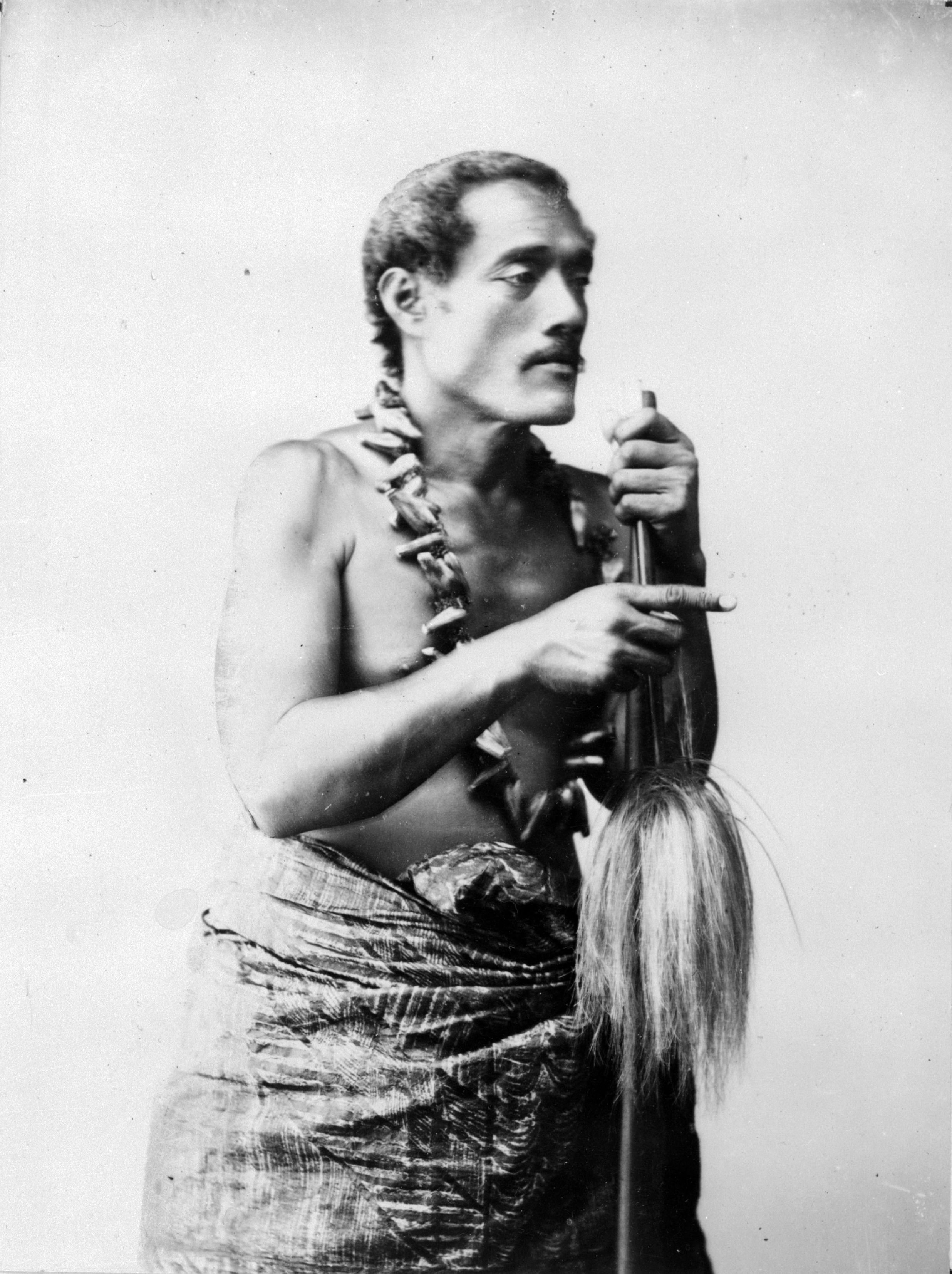
Лауати Намулауулу Мамоэ

Руководство движением взял на себя Лауати Намулауулу Мамоэ. В 1908 году участники Мау блокировали своими судами остров Уполу. В марте 1909 года губернатор Зольф выдвинул против участников акции свои военные корабли тем самым вынудив их сдаться. Лидеры Мау и Лауати Намулауулу Мамоэ были сосланы на Марианские острова, откуда были освобождены лишь в 1914 году после захвата островов Новой Зеландией.
В начале 1920-х годов движение возобновилось. Им руководил Олаф Фредерик Нельсон, наполовину самоанец, наполовину швед. Среди используемых форм протеста были неуплата налогов, прекращение работы на плантациях, неподчинение колониальному суду, создание собственных органов управления. Издавалась также патриотическая газета Samoa Guardian. В 1926 году Нельсон прибыл в Веллингтон и потребовал от новозеландского правительства предоставления Самоа самоуправления, а также визита на остров министра иностранных дел. Поскольку на остров так никто и не прибыл он в том же году организовал в Апиа два митинга в знак протеста. Эти митинги были разогнаны властями. Нельсон был изгнан из страны в 1928 году, но продолжал поддерживать организацию финансово и политически.
Новоизбранный лидер движения Тупуа Тамасесе Леалофи начал в ответ акцию гражданского неповиновения и бойкотировали новозеландские товары. По распоряжению новозеландского администратора Дж. С. Ричардсона около 400 активистов движения были арестованы.
28 декабря 1929 года Тупуа Тамасесе Леалофи вывел «Мау» на мирную демонстрацию в Апиа. Полиция Новой Зеландии попыталась арестовать одного из лидеров демонстрации, что привело к столкновению. Полицейские начали беспорядочную стрельбу по толпе из пулемёта «Льюис». Лидер движения Тамасесе, пытавшийся внести спокойствие и порядок среди демонстрантов, был убит. Ещё 10 демонстрантов погибли в тот же день, а 50 в результате действий полиции получили пулевые ранения и увечья. Этот день в Самоа известен как «Чёрная суббота». Несмотря на постоянные репрессии, «Мау» росло, оставаясь ненасильственным движением. Усиление репрессий вынудило участников движения отправиться в горные районы острова.
С приходом к власти в Новой Зеландии лейбористов преследования сторонников Мау были прекращены, местных жителей стали принимать на государственную и административную службу.
После окончания Второй мировой войны Западное Самоа получило статус подопечной территории ООН и автономию во внутренних делах. Опеку осуществляла Новая Зеландия. Участники Мау продолжили борьбу за независимость и добились проведения 9 мая 1961 года референдума о предоставлении островам независимости. 1 января 1962 года была провозглашена независимость. Тупуа Тамасесе Меаоле (сын Тупуа Тамасесе Леалофи) стал пожизненным соправителем верховного вождя Малиетоа Танумафили II, правда в 1963 году он умер.